# Compagnia dei Gelosi

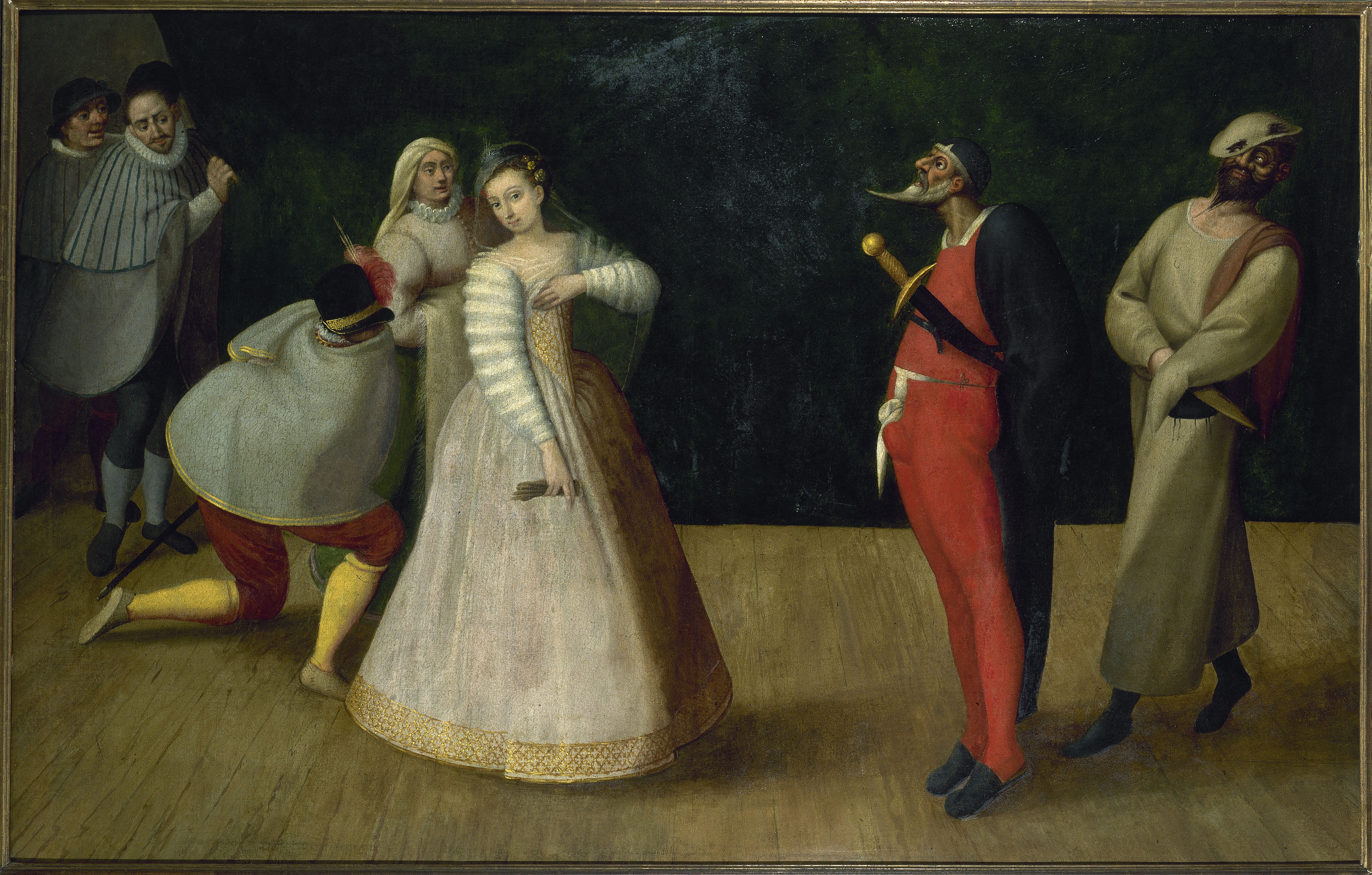
La compagnia dei Gelosi in un dipinto di Hieronymus Francken I, 1590 circa

I Gelosi, detti anche Comici Gelosi, o Compagnia dei Gelosi, costituirono una delle più celebri compagnie teatrali italiane durante l'epoca detta della commedia dell'arte, attiva dal 1568 al 1604.

## Storia
La compagnia teatrale fu fondata a Milano da Flaminio Scala. L'attività della compagnia iniziò nel 1568 e si protrasse fino al 1604. Il loro motto era: Virtù, fama ed honor ne fèr gelosi.
La prima interprete di rilievo fu Vittoria Piisimi. Gli attori Isabella Andreini (all'anagrafe Isabella Canali) e il marito, l'ex soldato Francesco Andreini, ne furono gli attori più celebri. In seguito, furono anche  a capo della compagnia, fino allo scioglimento avvenuto in seguito alla morte di Isabella. Molto popolare fu anche Gabriele Panzanini, con il personaggio inventato da lui stesso, di nome Francatrippe.
I Gelosi furono la prima troupe a essere frequentata dalla nobiltà: nel 1574 e nel 1577 si esibirono per il re di Francia Enrico III. In seguito girarono tutta l'Europa, diffondendo la commedia dell'arte in Francia, Polonia, Spagna, Germania, Inghilterra
La loro fama fu vastissima: perfino Torquato Tasso dedicò a Isabella uno scritto dal titolo Quando v'ordiva il prezioso velo.
La storia della compagnia finì con la scomparsa prematura di Isabella, morta di parto a Lione nel 1604. Francesco Andreini rimase così colpito dall'evento luttuoso da decidersi a sciogliere la compagnia e a ritirarsi dalle scene. Continuò a calcare con successo le scene il figlio della coppia, Giovan Battista Andreini, che fondò una propria troupe, la Compagnia dei Fedeli, nella quale confluì il personale di quella dissolta.
Il nome dell'attrice rimase in un personaggio tipo della commedia all'improvviso, quello di Isabella, della classe degli "Innamorati", ritratta, in genere, come donna sensuale e voluttuosa, chiacchierona e testarda.